# Liste des F4U Corsair restants

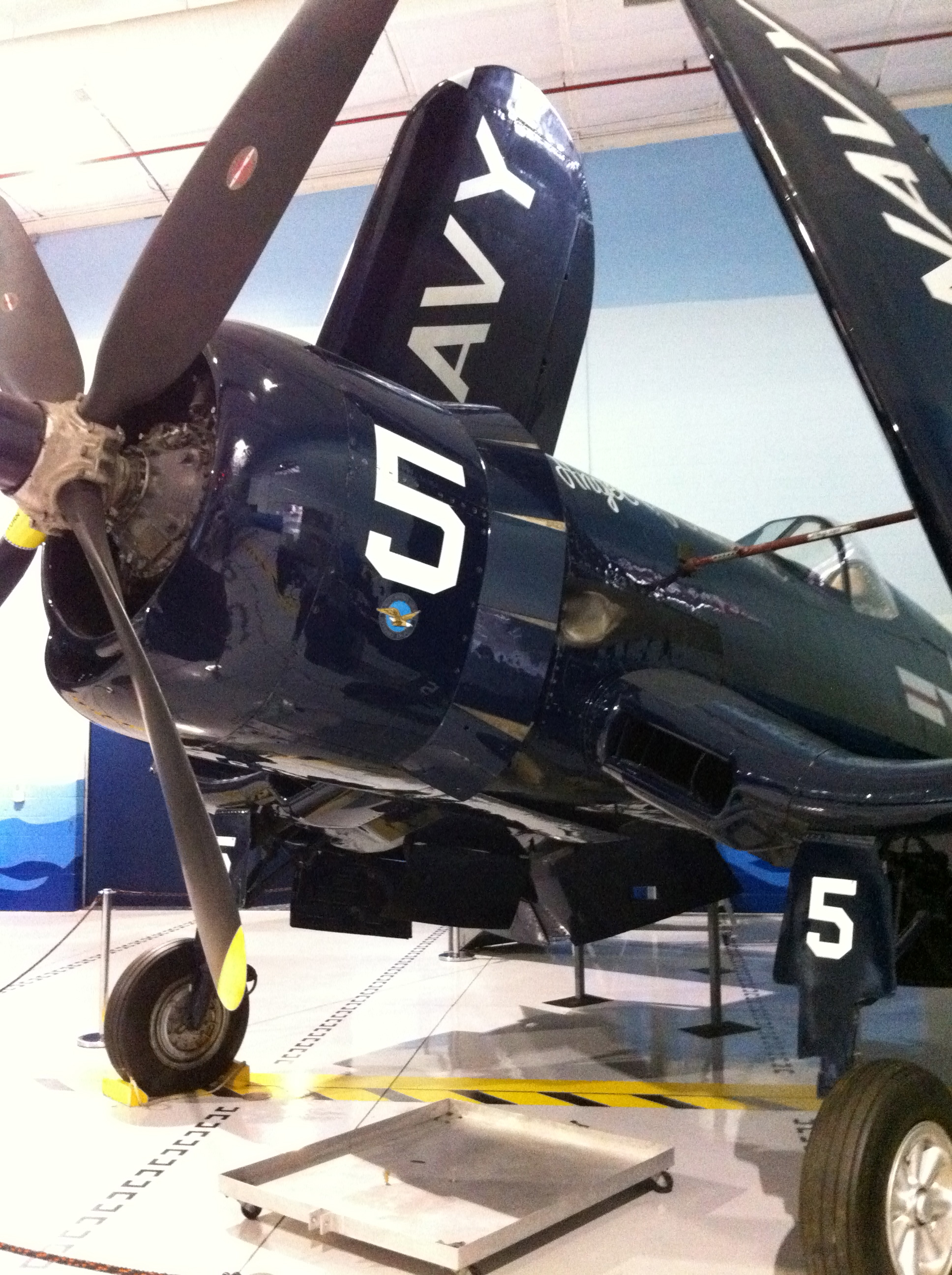
F4U-4 au Fantasy of Flight à Polk City, Floride

La liste des F4U Corsair existants recense tous les Corsair en état de vol, en restauration, ou en présentation au sol.

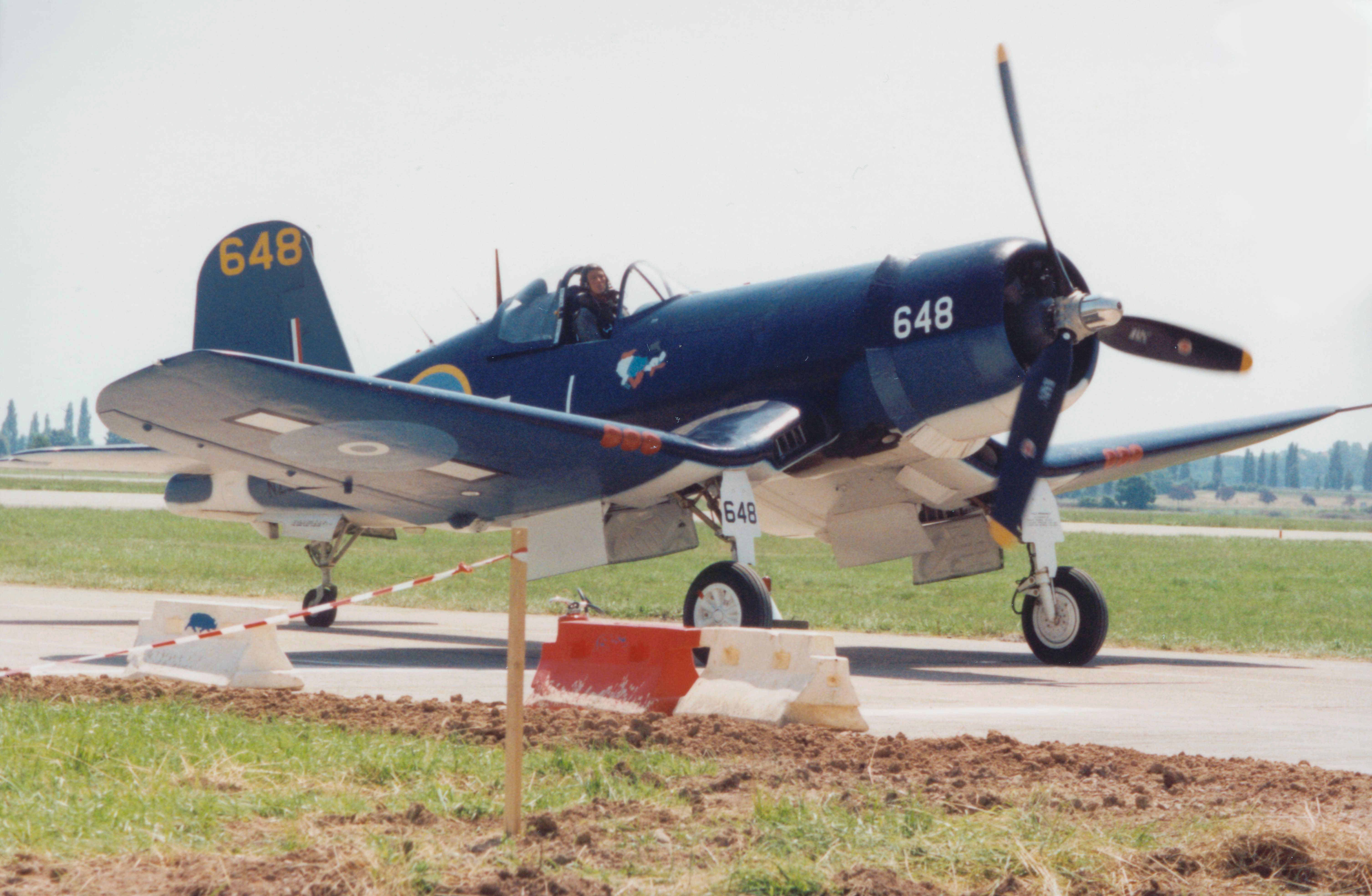
FG-1D 92044 avec le code 648 de l'Old Stick & Rudder Company

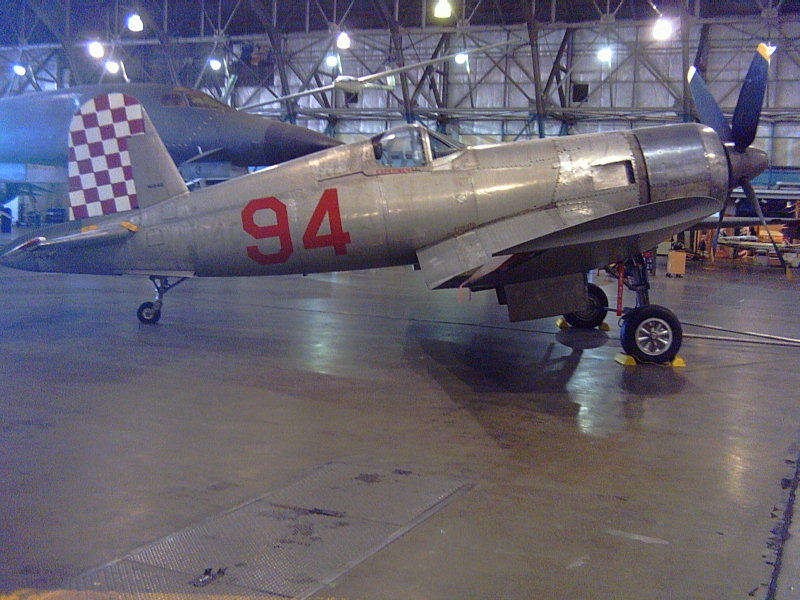
FG-1D 92050 avec le code 94 qui était en état de vol

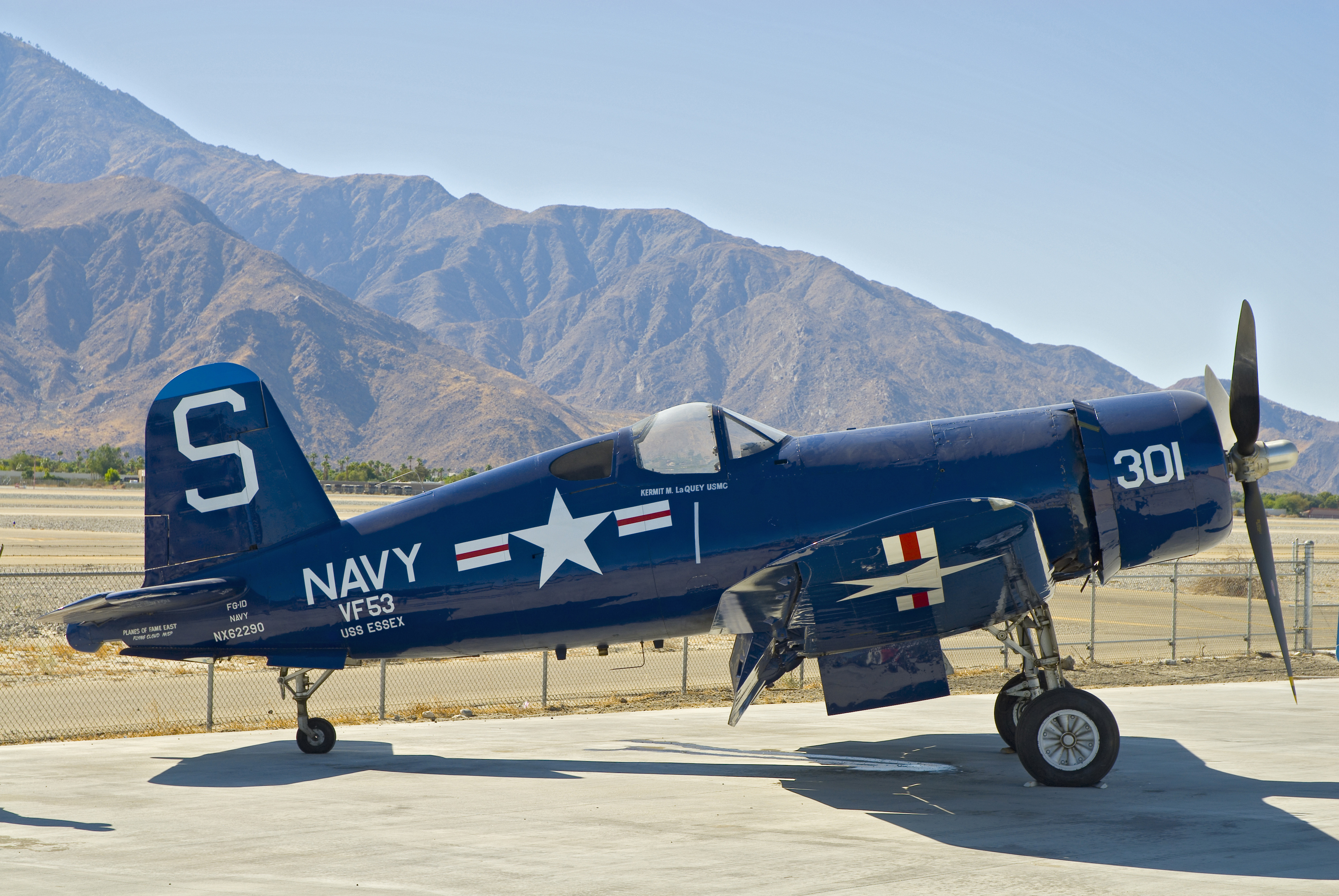
FG-1D 92629 codé S-301 du Palm Springs Museum

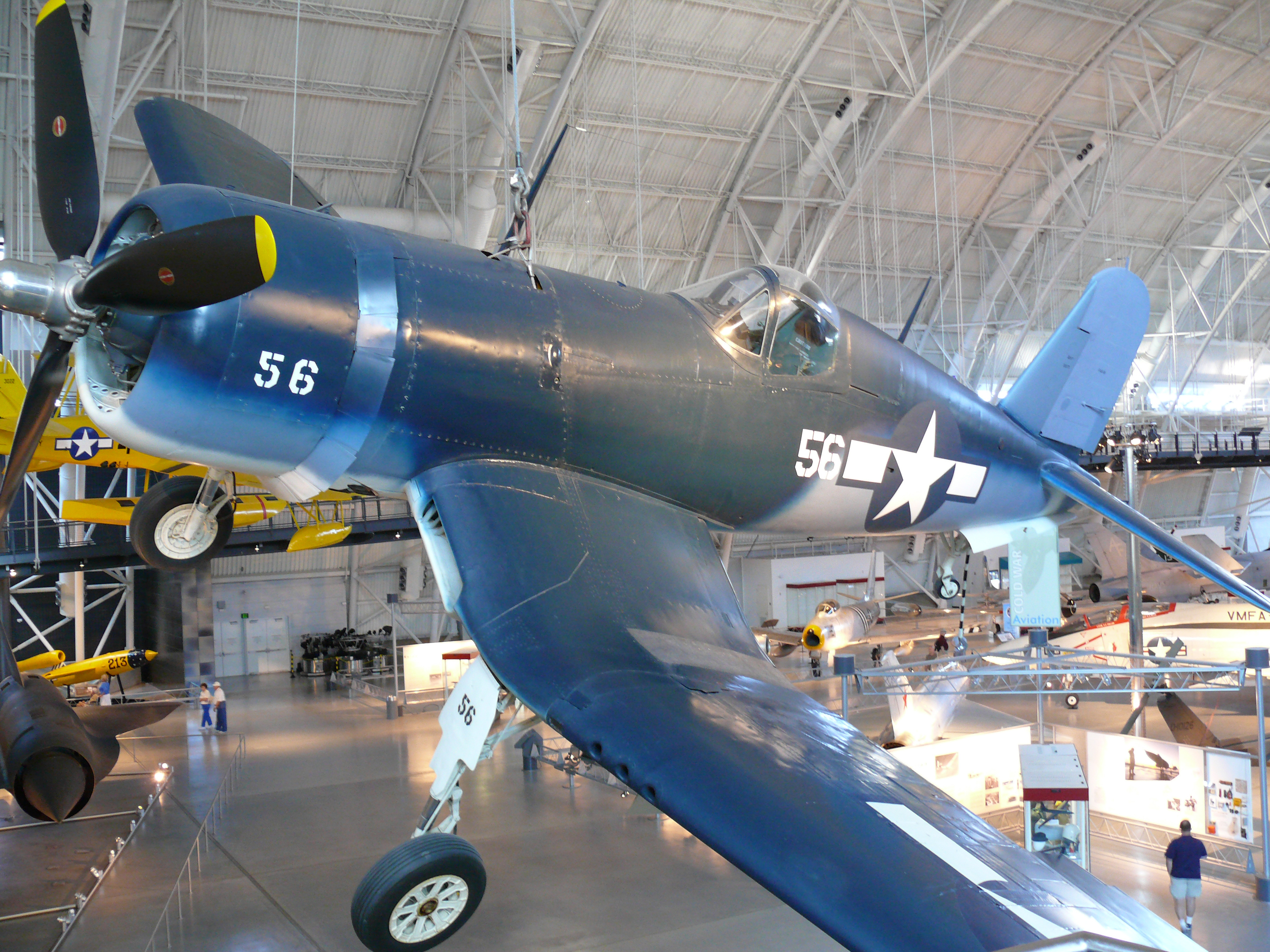
F4U-1D 50375 codé 56 au NASM-Steven F. Udvar-Hazy Center

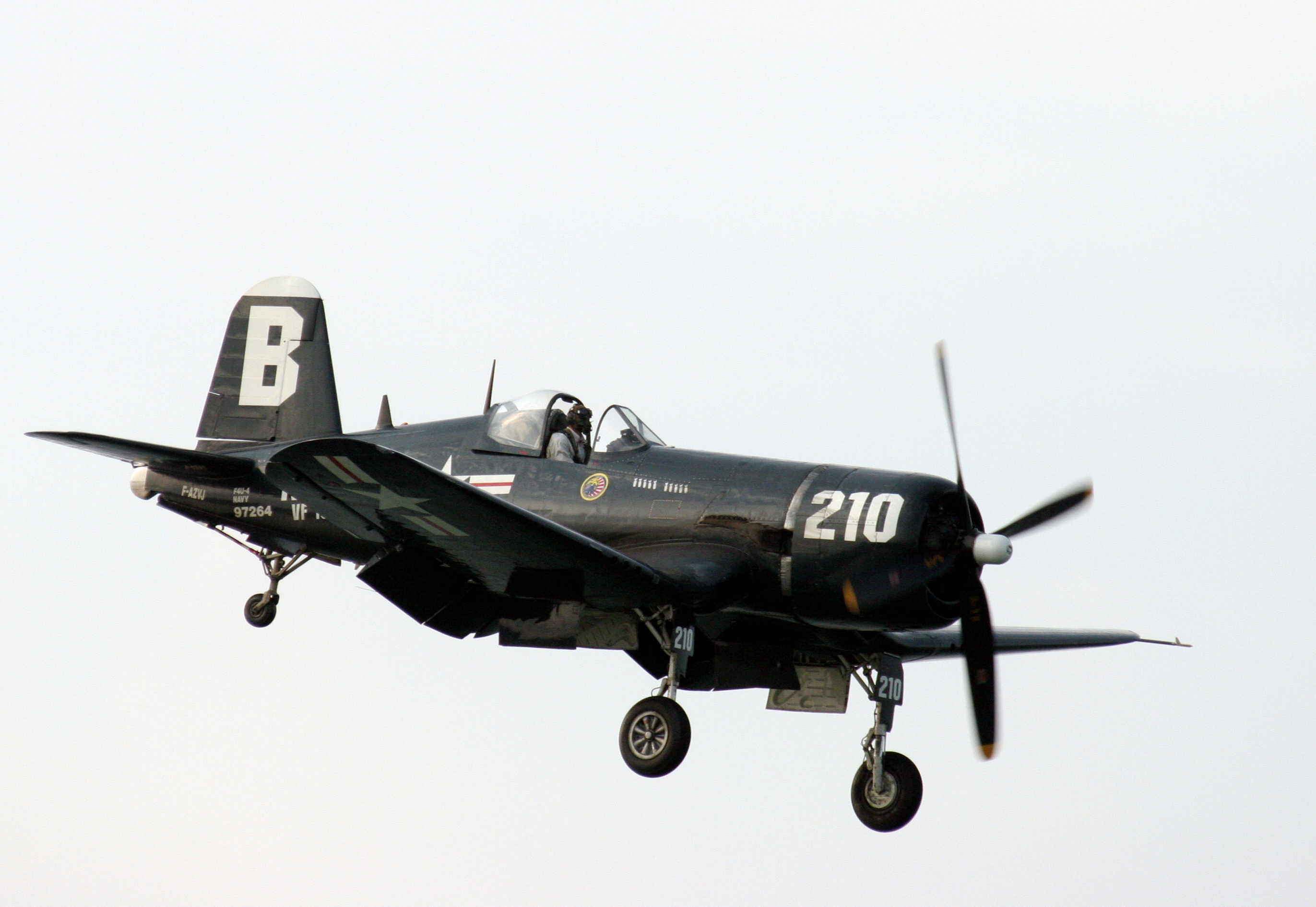
F4U-4 97264 codé B 210 de la VF-192, appartenant à Dan Friedkin

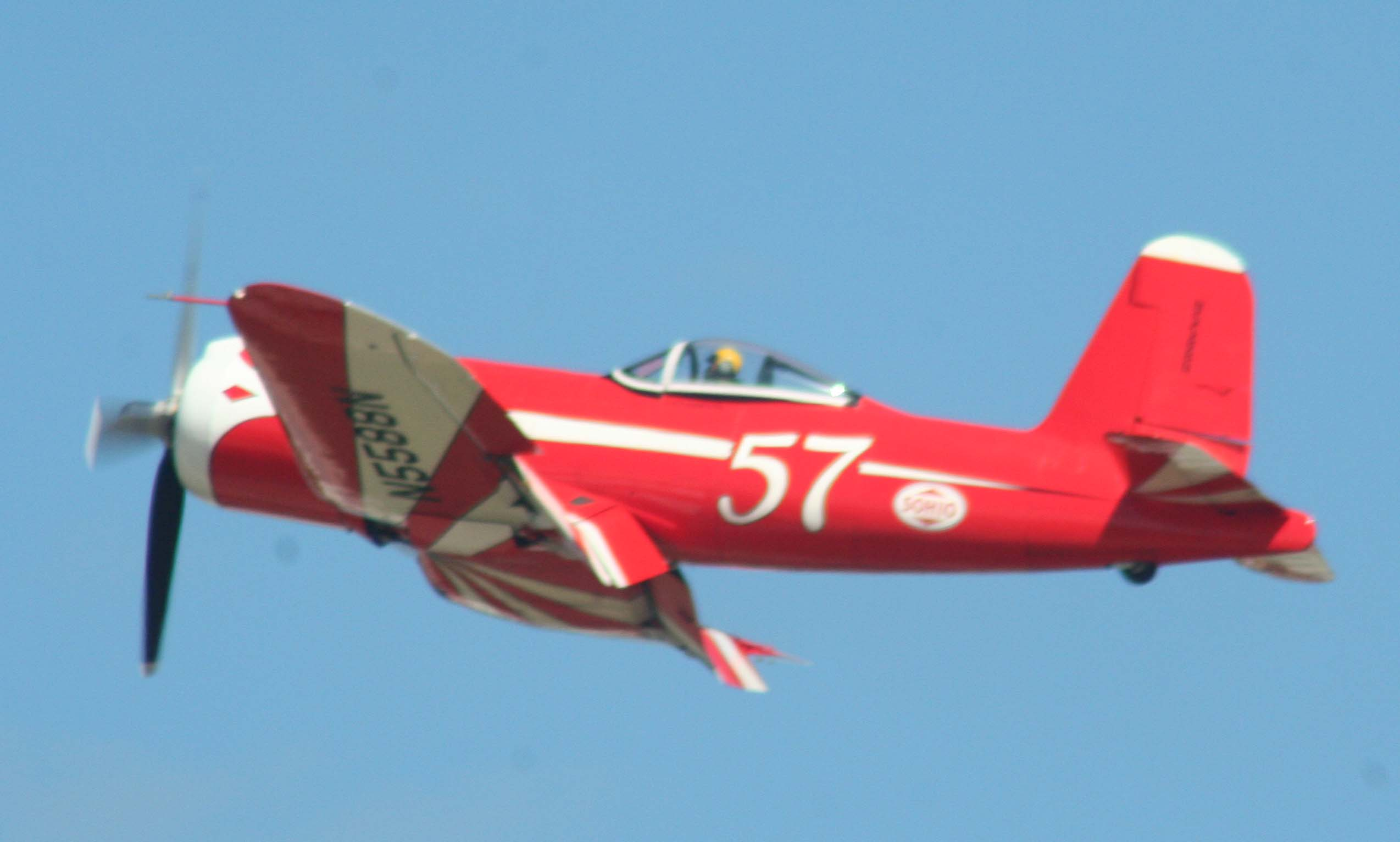
F2G-1 88458 codé 57

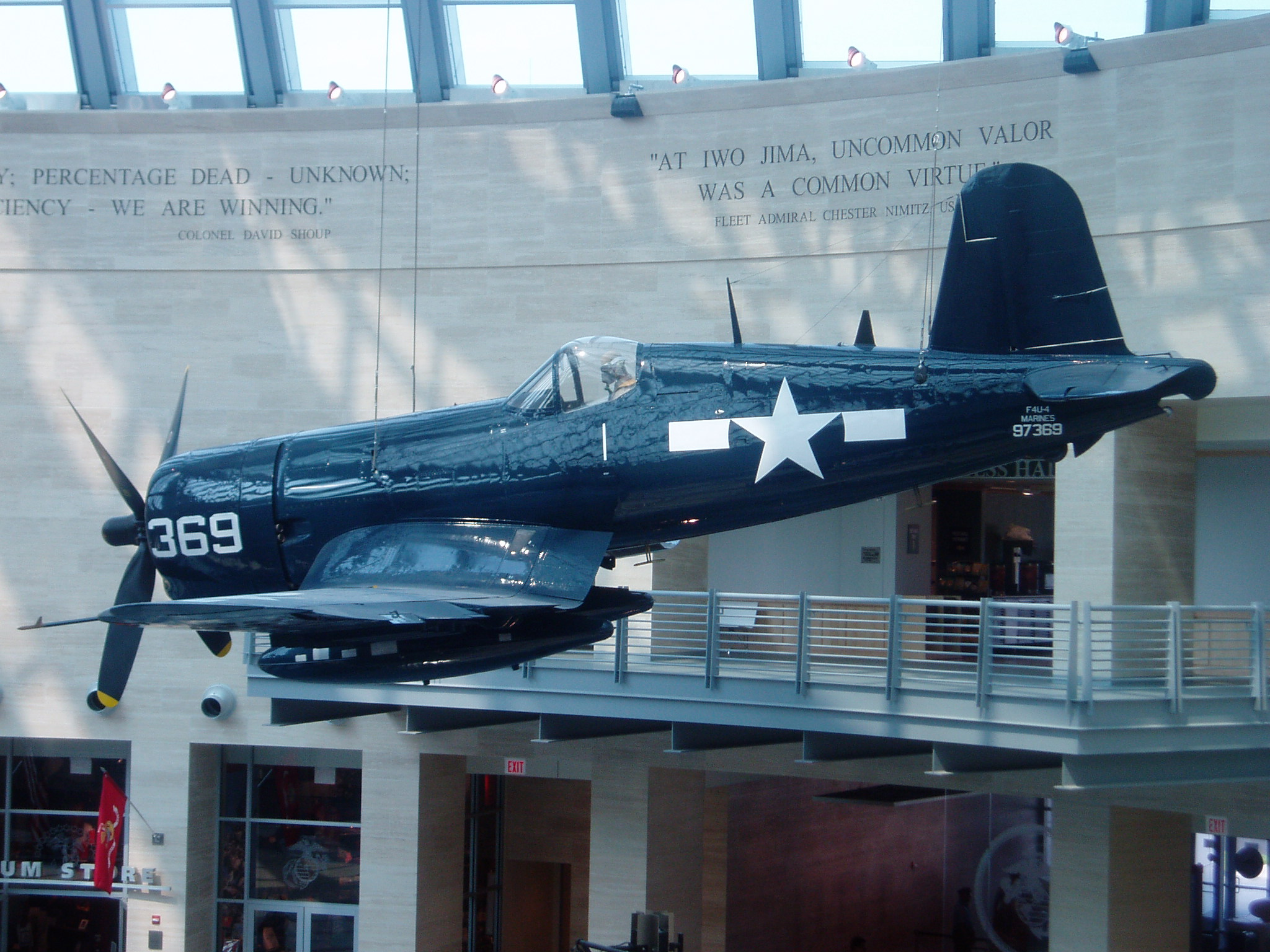
F4U-4 97369 au National Museum of the Marine Corps

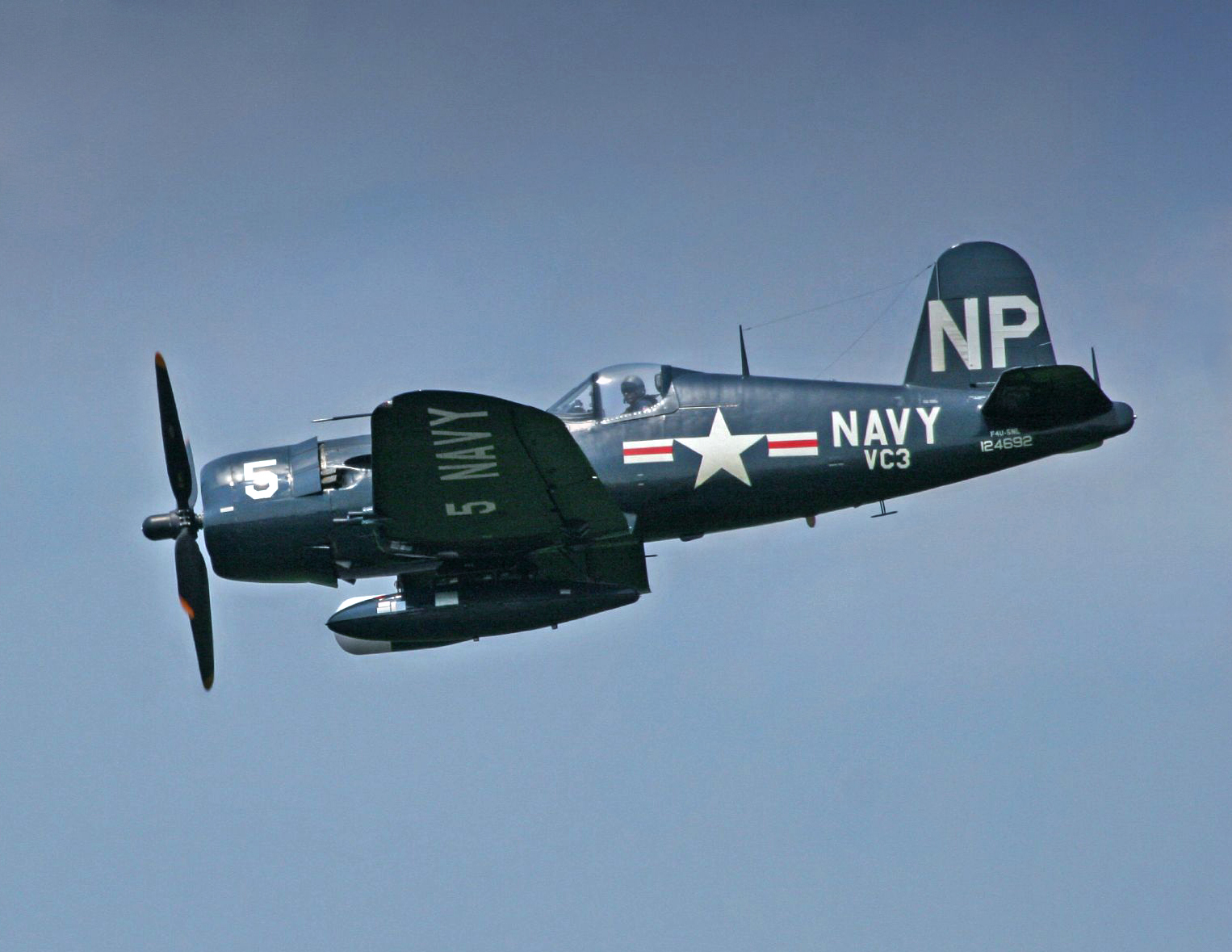
F4U-5N 124692 codé NP 5 de la Collings Foundation

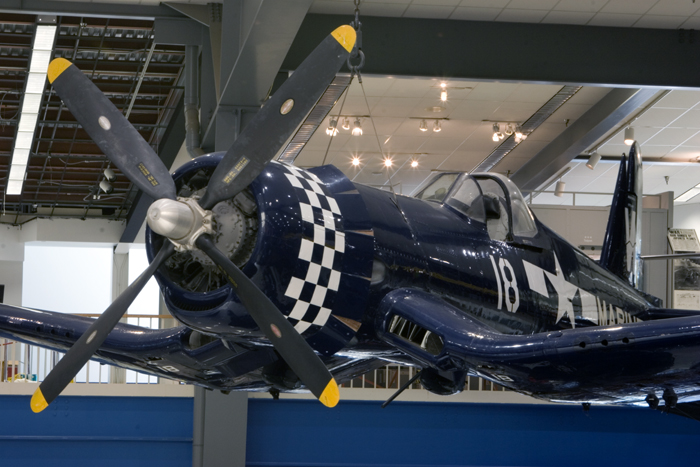
F4U-4 97142 codé WR 18 au Musée National de l'Aviation Navale

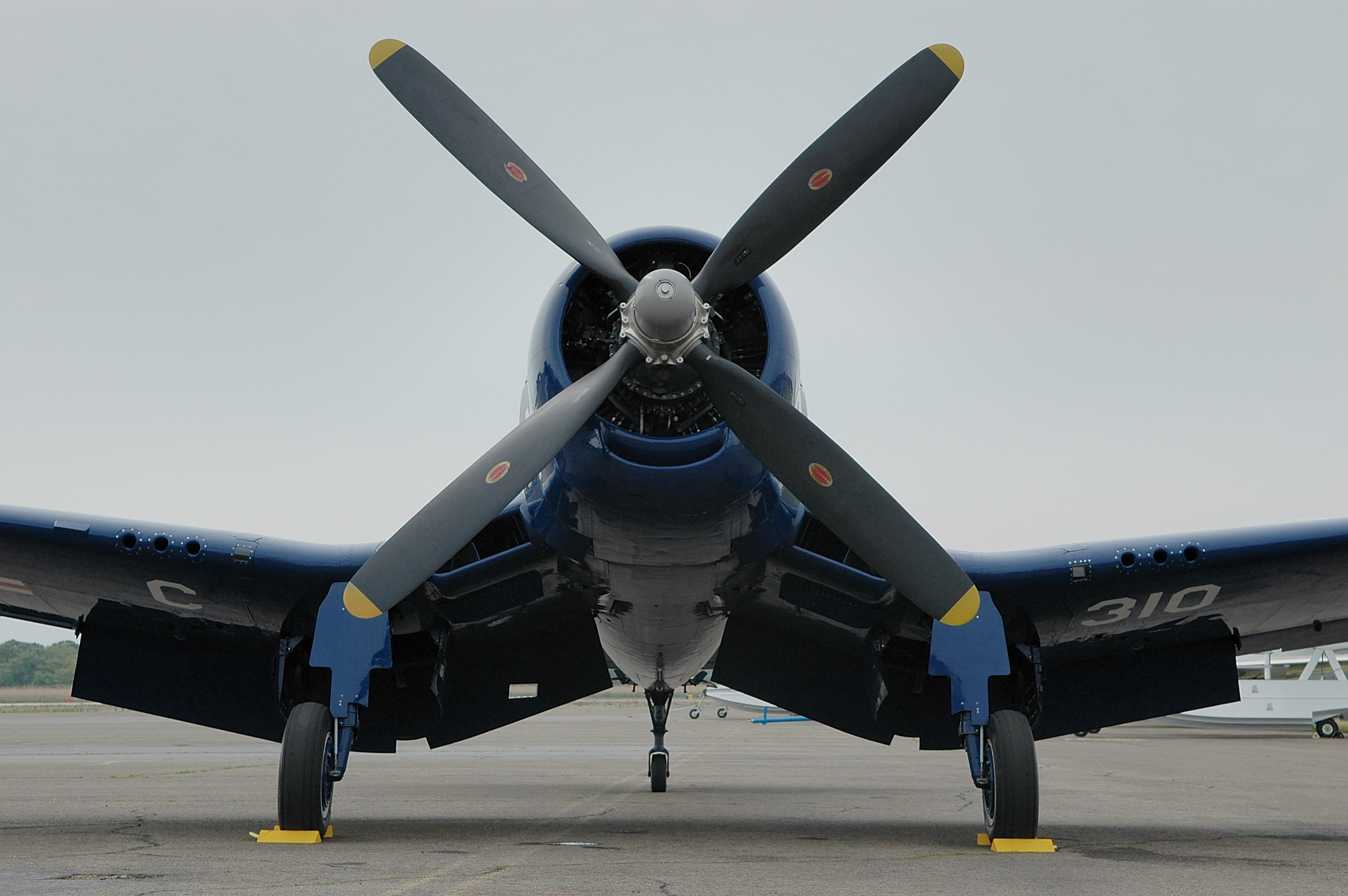
F4U-4 97388 codé en C 310 au Musée de l'Air de Fargo

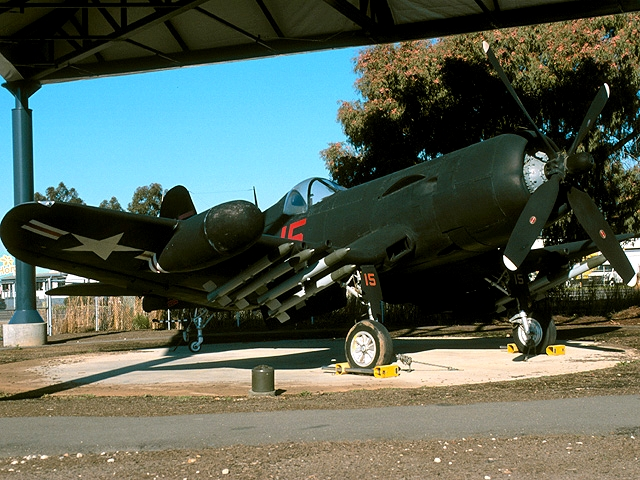
F4U 122189 codé WF-15 au Flying Leathernecks Museum

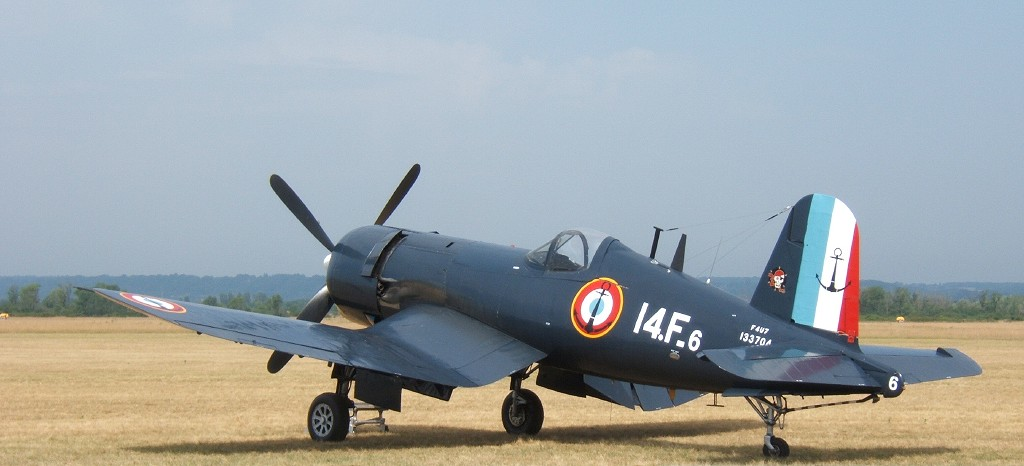
F4U 124541 codé 14.F. 6 des Ailes de l'Aero

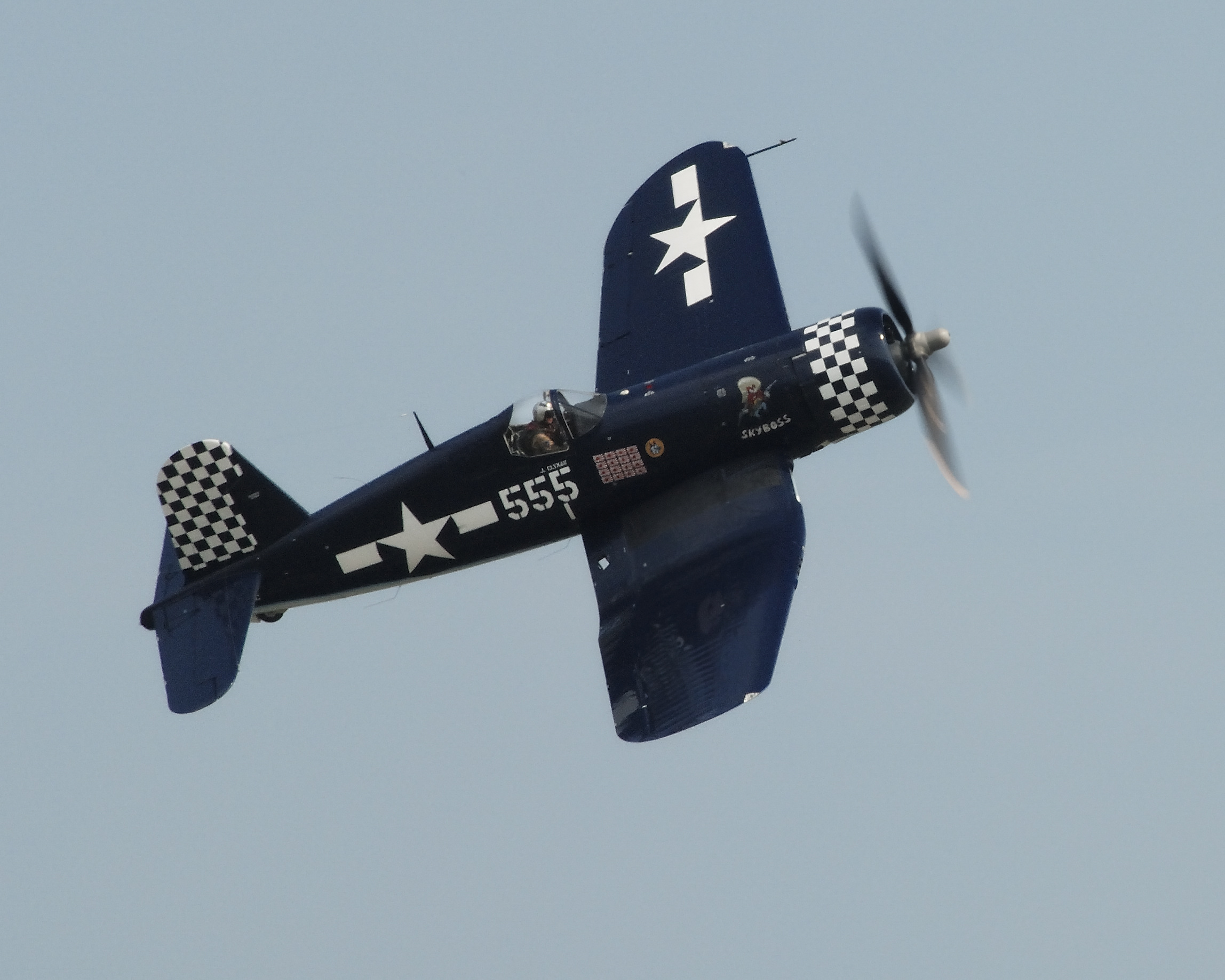
FG-1D 67089 codé 555 et surnommé Sky Boss. Se trouve à l'American Heritage Museum

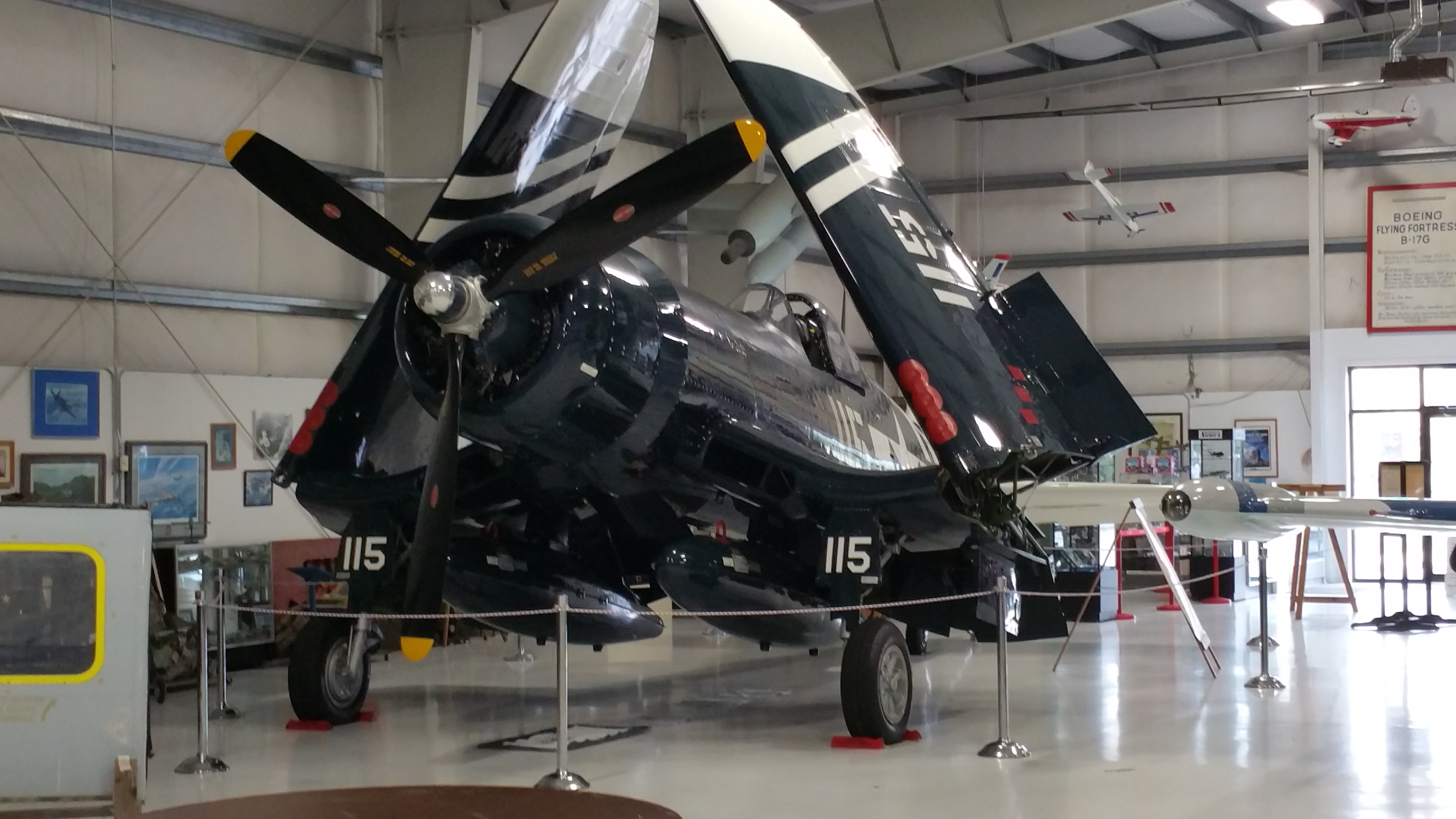
FG-1D à l'Olympic Flight Museum en 2014

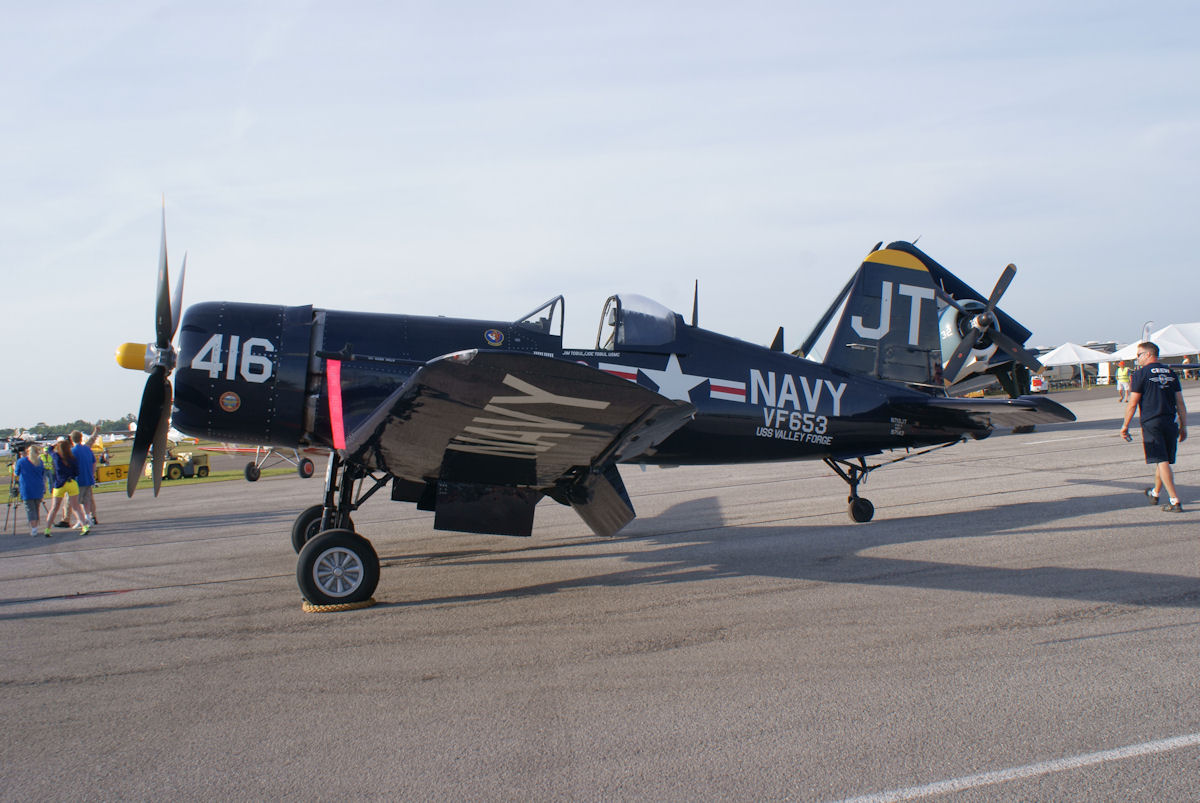
F4U-4 97143 "Korean War Hero"

## Statistiques
[Quand ?]
| Pays             | En état de vol | Exposition | Restauration | Total |
| ---------------- | -------------- | ---------- | ------------ | ----- |
| Allemagne        | 1              | 0          | 0            | 1     |
| Argentine        | 0              | 1          | 0            | 1     |
| Australie        | 1              | 2          | 0            | 3     |
| Autriche         | 1              | 0          | 0            | 1     |
| Brésil           | 0              | 1          | 0            | 1     |
| Canada           | 1              | 0          | 0            | 1     |
| France           | 1              | 0          | 0            | 1     |
| Honduras         | 0              | 1          | 0            | 1     |
| Nouvelle-Zélande | 1              | 0          | 2            | 3     |
| Royaume-Uni      | 1              | 1          | 0            | 2     |
| États-Unis       | 25             | 17         | 24           | 66    |
| Total            | 32             | 23         | 26           | 81    |

## Allemagne
En état de vol
F4U-5NL
- 124541 – L'appareil a été livré à l'US Navy en 1950, et a volé lors de la guerre de Corée dans la VMF-513 "Flying Nightmares", l'une des unités de l'USMC les plus importantes lors du conflit. L'avion a ensuite été vendu à la marine d'Argentine, portant alors le numéro 0433. Il reçoit le code 2-A-202 et a servi dans la 2° Esquadrilla de Ataque dès le début 1959. Plus tard, l'avion reçu le code 3-A-204. L'avion subit un accident le 6 novembre 1964, piloté par le lieutenant Jorge Pitaluga. Il est retiré du service en avril 1966 et stocké dans le Musée Naval à El Tigre. L'avion est vendu en 1991 et transporté au Castellet. Il y est restauré, converti en F4U-7 et peint aux couleurs de la Marine Nationale. Il fut notamment piloté par Ramon Josa lors de meetings aériens. Il était alors immatriculé F-AZYS. MaxAlpha Aviation GmbH achète l'avion en 2009, qui le remet dans son état original, c'est-à-dire un modèle F4U-5NL aux couleurs de la VMF-513[1],[2].

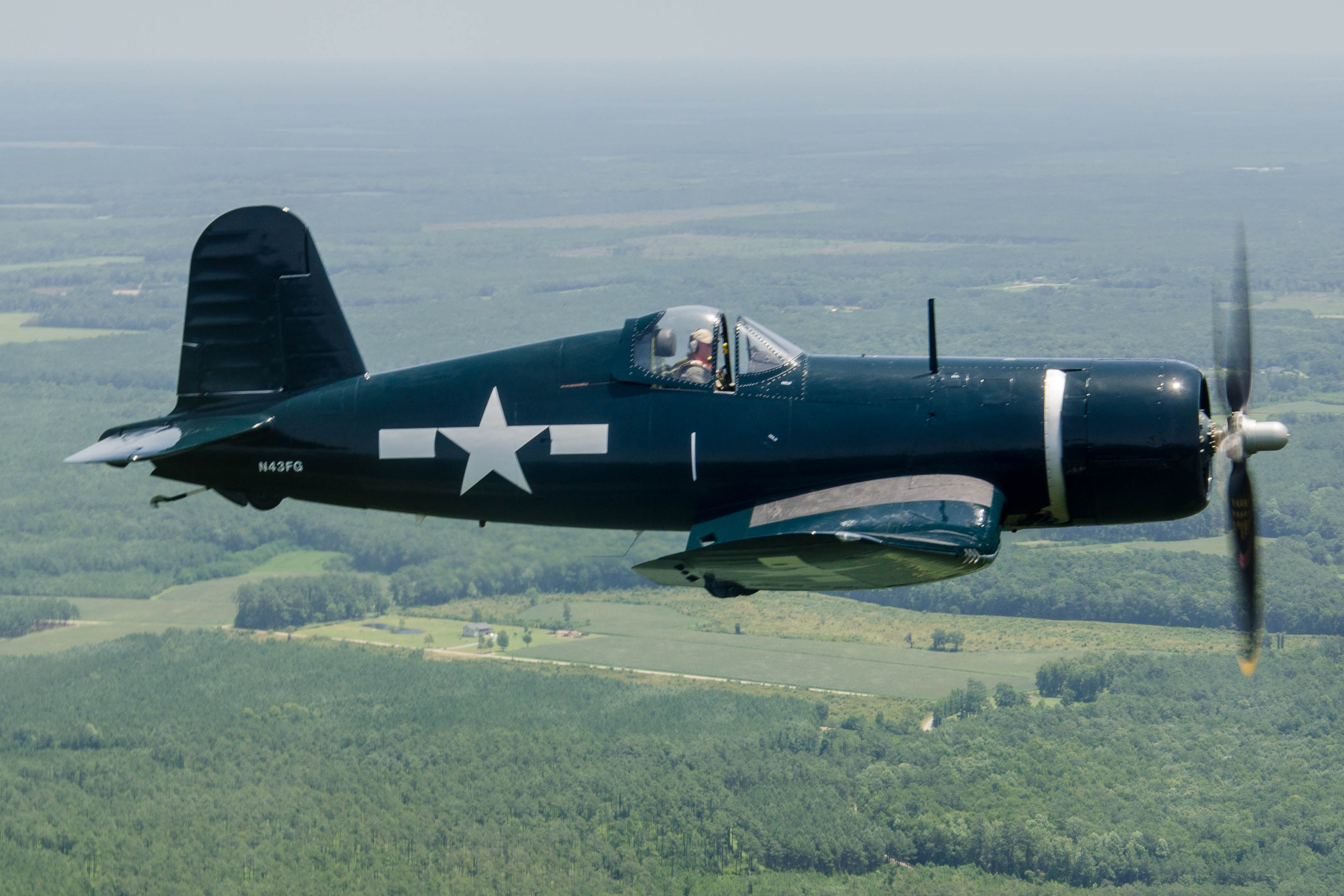
FG-1D 88090 ex-RNZAF 5612

## Argentine
En exposition
F4U-5
- 121928 – Museo de Aviacion Naval, Bahia Blanca NAS. Construit en Mars 1950, il portait le numéro de série 6459/200 et a été utilisé à partir du 22 mai 1950 dans l'escadron VF-44 de l'US Navy (BuAer 121928/ F-405). Il a été ensuite embarqué sur le porta-avion USS Coral Sea en mai 1951 puis transféré au VF-14 le 29 novembre 1951. Embarqué sur l'USS Wasp en décembre 1952. Il est embarqué sur l'USS Franklin D. Roosevelt du 11 mai 1953 jusqu'au mois de novembre. Le 25 janvier 1954, il est transféré sur la Naval Air Reserve Station Akron. Il est stocké a Little Field Park sur la Davis Monthan AFB le 5 mars 1955, il compte alors 1352 heures de vol. Il est acheté par l'armée d'Argentine et subit une révision de sa cellule, moteur, systèmes, réalisée par l'entreprise Aero Corporation à Atlanta. Le 29 juillet 1957, il est convoyé vers l'Argentine par le lieutenant Alvaro en compagnie de dix autres appareils. Ils effectuent des arrêts à Veracruz, Managua, Albrook Field Guayaquil, Trujillo, Oisco, Antofagasta et Mendoza. Ils arrivent le 14 août à La base aérienne de Punta Indio. Il est affecté sous le numéro 0391/3-C-1 au deuxième escadron d'attaque. Le 23 décembre 1958, il devient le numéro 0391/2-A-219 puis a posteriori le 0391/3-A-219. Il effectue son premier atterrissage sur le porte-avion ARA Independencia le 9 juin 1959. Il effectue des missions de combat contre un sous-marin non identifié lors de l'opération "Golfo Nuevo", décollant de Puerto Madryn. À partir de février 1964, la 2° Escuadrilla Aeronaval de Ataque opère sur la Base Aeronaval Comandante Espora. Il devient le numéro 0391 / 3-A-211 en avril 1964. Le 27 novembre 1965, il termine sa carrière opérationnelle des suites d'un problème de cylindre. Il est exposé à une entrée de la Base Naval Puerto Belgrano. Il est récupéré par le Museo de Aviación Naval en mai 1988. Il se trouve encore aujourd'hui au Museo de Aviación Naval, dans un assez bon état de conservation. Sa verrière a dû être remplacée par impossibilité d'en trouver une d'origine[3].

## Australie
En état de vol
F4U-5
- 124493/VH-III – appartenant à Graham Hosking[4]. Il fut livré à l'US Navy avant 1956. Il est transféré aux Forces aériennes honduriennes en mars 1956 avec le numéro FAH608. Entre 1978 et 1979, il appartient à George Heaven et Jim Nettle, et est stocké démonté à Long Beach. Il est acheté par Walt Disney Studio en 1987, et est restauré. Il est récupéré par le RNZAF Museum sur la base de Wigram à Christchurch en septembre 1987, en échange de l'utilisation de plusieurs A4 dans un film. Il est restauré pour être exposé, utilisant des pièces d'autres appareils comme le FAH613 et le N4903M. Depuis 1996, son propriétaire est Graham Hosking, des suites d'un échange avec un P-40N. Il est basé à Melbourne et a été restauré. Aujourd'hui, il est toujours en état de vol malgré un crash sans grande gravité le 28 janvier 2017[5]. Des suites d'une panne de son circuit hydraulique, le pilote a dû poser l'avion sans train d'atterrissage[6].

En restauration
F4U-1
- 02270 – numéro 124 produit, en cours de restauration, au musée Classic Jet Fighter à Parafield, Australie[7]. Il est le plus ancien Corsair encore visible aujourd'hui. Construit par Vought. Livré à l'US Navy (USN) sous le numéro de bureau F4U-1 Corsair 02270. Démonté et expédié outre-mer dans le Pacifique Sud (SoPAC) et remonté. Affecté au United States Marine Corps (USMC), 2nd Marine Air Wing (MAW-2), Marine Air Group 12 (MAG-12), Marine Fighting Squadron 321 (VMF-321) "Hell's Angels"[8]. Le 5 mai 1944, l'avion, piloté par James Vittitoe, a été contraint d'atterrir en urgence dans un lagon des Nouvelles-Hébrides, sans dommage pour le pilote qui a pu rejoindre sa base de Quoin Hill. Le Corsair est resté là où il avait atterri jusqu'à ce que l'australien Bob Jarret, en 2009, négocie avec les propriétaires des terres où se trouvait l'épave pour la récupérer et la restaurer au Classic Jets Fighter Museum. Des pièces de cinq autres Corsairs sont utilisées dans la restauration. La restauration est aujourd'hui bien avancée[9],[10]. Le 29 mars 2016, le musée a indiqué qu'il fermait ses portes. La plupart des pièces et de la collection ont été vendues entre 2016 et 2018, à l'exception du F4U Corsair 02270 qui reste au musée[11].

F4U-1D
- 82640 – Construit par Chance Vought en 1944, a servi sur l'USS Intrepid, en cours de restauration par Warbird Aventures à Mareeba, dans le Queensland[12]. Il rejoint la Navy en décembre 1944 et sert dans la VF-10 entre janvier et avril 1945. D'après ces dates, l'avion a très probablement combattu les japonais lors des combats autour d'Okinawa. Dès 1949, l'avion est en exposition au War Memorial Museum, en Virginie à Newports News. A des fins d'exposition, une partie de l'avion est découpée. L'avion est acheté par Steve McLellan et stocké avant d'être vendu à Jerry Yagen en 1998. Il est vendu à Murray Griffiths à Wangaretta, Australie, en 2005. Mike Spaulding achète le Corsair en 2010 et le déplace dans ses locaux de North Queensland Warbirds à Mareeba au début de l'année 2011. L'avion est aujourd'hui proche de son premier vol[13].

## Autriche
En état de vol
F4U-4

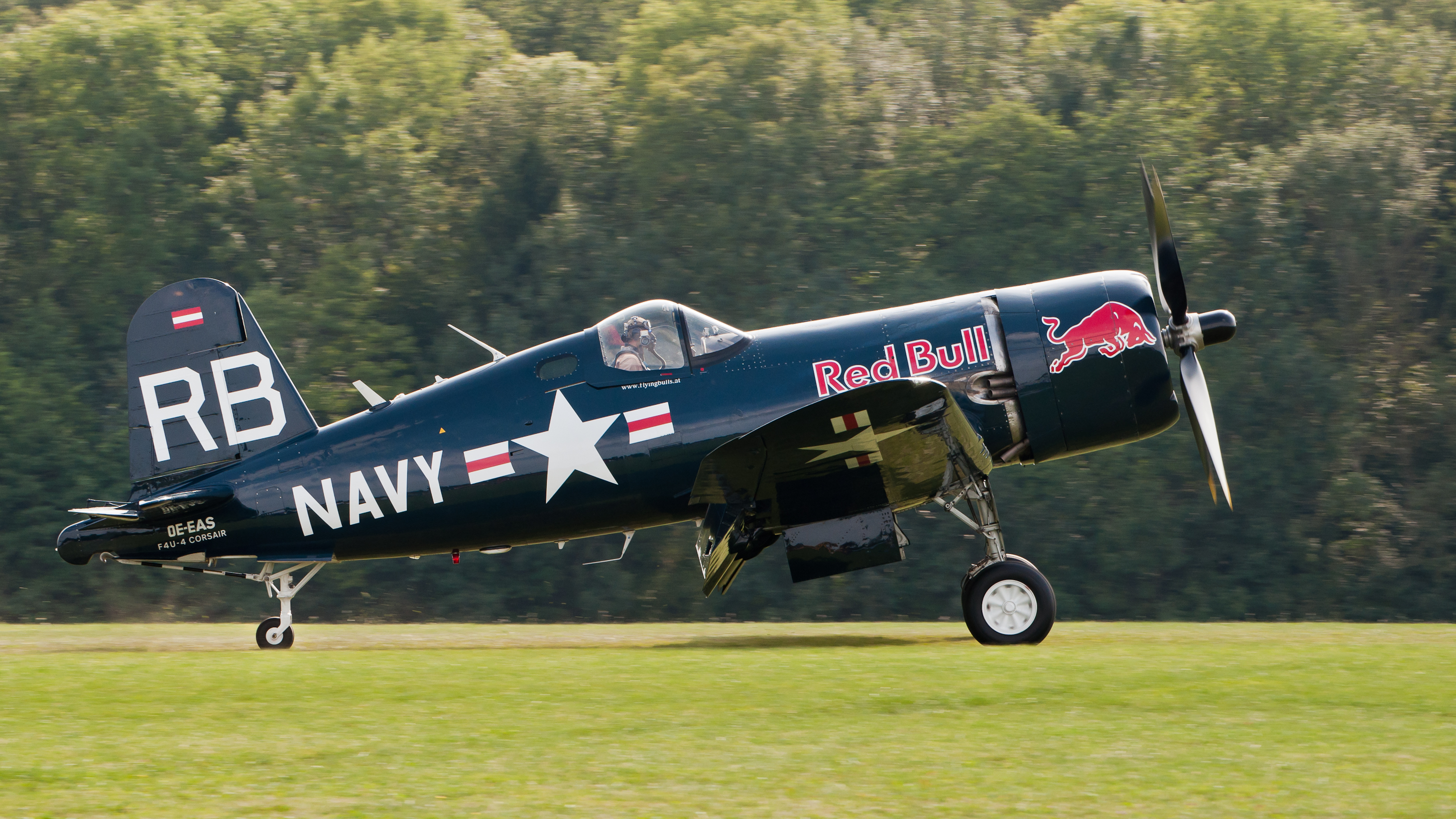
F4U-4 Corsair 96995 sponsorisé par Red Bull

- 96995 – Tyrolean Jet Service à Salzbourg Et Innsbruck, sponsorisé par Red Bull[14]. Cet appareil a été fabriqué en 1945 pour l'US Navy et n'a pas combattu pendant la Seconde Guerre Mondiale. Son premier propriétaire civil a été Robert Bean de Hereford, l'avion était alors immatriculé N5221V. En 1960, il est livré aux Force aérienne hondurienne et sert en tant que FAH614. L'avion est récupéré par Robert L. Ferguson et Howard E. Pardue en 1979, alors immatriculé N4908M, il est vendu un an après à J.K. "Buck" Ridley, au Texas, où il a volé lors de courses aériennes. Il est vendu à Siegfried Angerer de Tyrolean Jet Service en 1990, et immatriculé OE-EAS. L'avion porte aujourd'hui le numéro BR-37 de la Navy et de gros logo RedBull[15],[16].

## Brésil
En exposition
F4U-1A
- 17995 – F4U-1A restauré comme un F4U-1 Birdcage, au TAM Musée, São Carlos, SP[17].

## Canada
En état de vol
FG-1
- 92106 – Vintage Wings of Canada, Gatineau, Québec. Il a été utilisé pour le tournage de la série Les Têtes brulées (maintenant aux couleurs de Robert Hampton Gray (KD658)).

## France
En état de vol
F4U-5N
- 124724 – Les Casques De Cuir collection SALIS à La Ferté-Alais. L'avion a été fabriqué en 1951, et livré à l'US Navy, où il a servi au sein de la VC-3. Il est envoyé en Corée à bord du porte-avions USS Valley Forge à partir de décembre 1952. À la fin de ce premier tour d'opération en tant que chasseur de nuit, il est détaché en août 1953 sur le porte-avions USS Boxer. À partir de 1953, il est stocké en Arizona et retiré du service en mars 1956. De 1956 à 1978, il sert dans les Force aérienne hondurienne sous le numéro FAH600. Il sera vendu sur le marché civil en 1979. Acheté par Hollywoods Wings, il est convoyé du Honduras vers les États-Unis et subit une panne du train d'atterrissage. Le pilote est contraint d'atterrir sur le ventre, ce qui n’occasionne que de légers dégâts (seule l'hélice a dû être remplacée). L'appareil est déclaré apte à voler deux semaines après, et termine son vol de convoyage jusqu'à sa base à Los Angeles, Californie. Hollywood Wings le fait voler pendant 4 ans, jusqu'à sa vente à Terry Randall et John Rourke de Tulsa en 1983. Ils le revendent ensuite à Philipp Bass. L'avion est acheté en 1984 par Ralph C. Parker qui le repeint dans ses couleurs originales. L'avion est finalement acheté par Jean Salis en 1986, immatriculé F-AZEG. Il effectue son premier vol post-restauration en 2018[18]. Il vole aujourd'hui sous le code USN/124724/NP-22 de la VC-3, c'est le seul Corsair présent en France[19],[20].

## Honduras
En exposition
F4U-5
- 124715 (FAH-609) – Museo del Aire de Honduras, base de Tegucigalpa.

Ce Corsair avec le numéro FAH-609 de la Force aérienne hondurienne, a abattu trois avions : un F-51 Mustang et deux Goodyear FG-1D Corsair de la Force aérienne salvadorienne le 17 juillet 1969, avec le Capitaine Fernando Soto Henriquez.
Ce fut le dernier combat entre avions à hélice de l'histoire de l'aviation militaire.

## Nouvelle-Zélande
En état de vol
FG-1D
- 88391/NZ5648/ZK-CO – appartient à l'Old Stick and Rudder Company, Masterton.

En restauration
F4U-1
- 10508 – en cours de restauration par Ross Jowitt à Ardmore, Auckland.
- 50000 – en cours de restauration par Ross Jowitt à Ardmore, Auckland.

## Royaume-Uni
En état de vol
FG-1
- 88297 – The Fighter Collection à Duxford.

En exposition
FG-1
- 14862 – Fleet Air Arm Museum à Yeovilton.

## États-Unis
En état de vol
F4U-1A
- 17799 – Planes of Fame à Chino, en Californie. Il a été utilisé dans la série TV "Les Têtes Brûlées", ainsi que dans le film "Devotion[21]".

F4U-4
- 81698 – War Eagles Air Museum Santa Teresa, au Nouveau-Mexique[22],[23].
- 97264 – Comanche Warbirds Inc. à Houston, Texas[24].
- 97286 – Fantasy of Flight à Polk City, en Floride[25],[26].
- 97359 – Latshaw Drilling and Exploration Co. à Tulsa, dans l'Oklahoma[27]. Aussi utilisé dans la série "Les Têtes Brûlées".
- 97388 – Fargo Air Museum à Fargo, Dakota du Nord[28],[29].

F4U-5N
- 124486 – Air Combat Museum à Springfield, dans l'Illinois[30],[31].
- 124692 – Collings Foundation à Stow, dans le Massachusetts[32],[33].

F4U-5NL
- 124560 – Zeus Vol II LLC à Ketchum, dans l'Idaho[34].

F4U-5P
- 121881 – Lone Star Flight Museum à Galveston, Texas[35],[36].
- 122184 – Stonehenge Air Museum dans le Comté de Lincoln, Montana[37],[38].

F4U-7
- 133714 – BA 1945 LCC à Wilmington, Delaware[39]. Cet avion a été anciennement détenue par John "Shifty" Schafhausen de Spokane, et utilisé dans la série "Les Têtes Brûlées".
- 133722 – Erickson Aircraft Collection à Madras, Oregon[40],[41].

FG-1D
- 67070 – Lewis Air Legends à San Antonio, Texas[42],[43].
- 67087 – Aero Classics LLC à Los Angeles, en Californie[44].
- 67089 – American Airpower Museum à Farmingdale, New York[45],[46].
- 88090 – Barry Avent à Bennettsville, Caroline du Sud[47],[48]. A servi sous le numéro NZ5612 dans la RNZAF.
- 92095 – Proair Holding Co LLC Latham, New York[49].
- 92399 – Cavanaugh Flight Museum à Addison, Texas[50],[51].
- 92433 – William Scott Glover, Mount Pleasant, au Texas. Il portait auparavant le numéro 92471[52].
- 92436 – Olympic Flight Museum à Olympia, Washington[53],[54].
- 92468 – Commemorative Air Force – (Dixie Wing) à Peachtree City, en Géorgie[55],[56].
- 92489 – Texas Flying Legends Museum à Houston, Texas[57],[58].
- 92508 – Military Aviation Museum à Virginia Beach, en Virginie[59],[60].
- 92629 – Palm Springs Air Museum à Palm Springs, en Californie. utilisé dans la série "Les Têtes Brûlées"[61],[62].

En exposition
F4U-1D
- 50375 – Steven F. Udvar-Hazy Center du National Air and Space Museum à Chantilly, en Virginie[63].

XF4U-4
- 80759 – New England Air Museum à Windsor Locks, Connecticut[64].

F4U-4

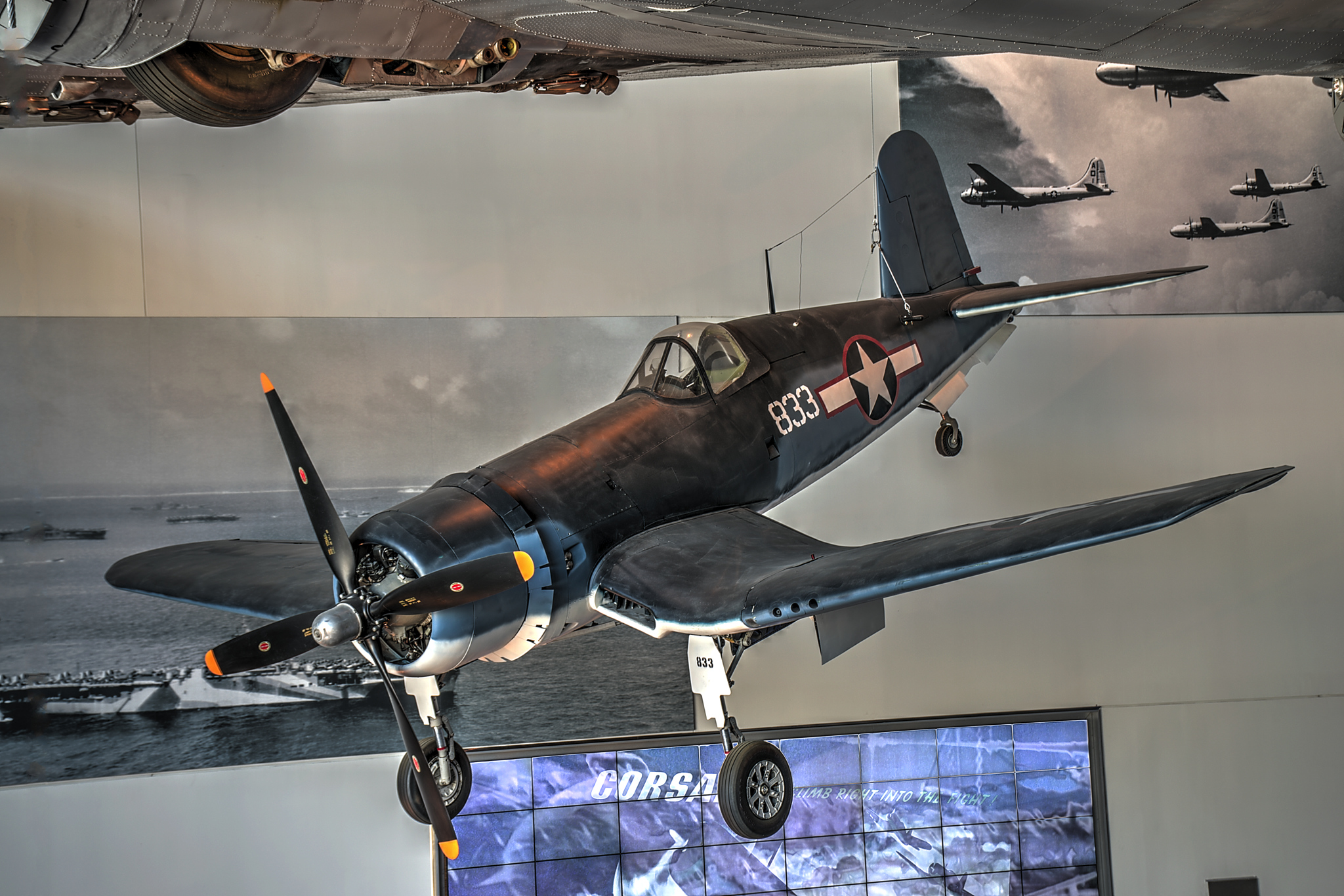
F4U-4 visible au National World War II Museum

- Numéro inconnu – National World War II Museum en Nouvelle-Orléans, Louisiane[65].
- 97142 – Pima Air & Space Museum à Tucson, en Arizona. Prêté par le National Museum of the Marine Corps à Quantico, en Virginie[66].
- 97259 – EAA AirVenture Museum à Oshkosh, au Wisconsin[67],[68].
- 97349 – National de la Marine Musée de l'Aviation, NAS Pensacola, en Floride[69].
- 97369 – National Museum of the Marine Corps à Quantico, en Virginie[70].

F4U-5N
- 122189 – Flying Leatherneck Aviation Museum, MCAS Miramar, Californie[71].
- 124447 – Mid-America Air Museum à Libéral, Kansas[72].

FG-1A
- 13459 – National Museum of the Marine Corps à Quantico, en Virginie[73].

FG-1D
- 88303 – Flying Heritage & Combat Armor Museum à Everett, Washington[74],[75].

- 88368 – Patriot's Point Naval & Maritime Museum à Charleston, Caroline du Sud[76].
- 88382 – Museum of Flight à Seattle, Washington[77].
- 92013 – US Navy Museum, Washington Navy Yard[78].
- 92085 – Selfridge ANGB Museum, Selfridge ANGB, Michigan[79].
- 92246 – National Naval Aviation Museum, NAS Pensacola, en Floride[80].
- 92509 – Air Zoo à Kalamazoo, dans le Michigan[81].

En restauration
F3A-1
- 04634 – N4634 LLC à San Diego, en Californie[82].

F4U-1
- 02449 – Charles Wahl en Cameron Park, en Californie[83].
- 02465 – Pour exposition statique par le Musée National Naval Aviation museum à Pensacola, en Floride[84],[85].

F4U-4
- 81164 – Par Westpac Restaurations pour James Tobul à Colorado Springs, dans le Colorado[86],[87].
- 81857 – Par Robert et Donna Odegaard la Famille Ltd. à Kindred, North Dakota[88].
- 96885 – Par Lori Pierucci Crown à Bakersfield, en Californie[89].
- 97143 – Appelé "Korean War Hero", Par James Tobul à Bamberg, en Caroline du Sud après un accident au 17 mai 2014[90].
- 97280 – Par Corsair Enterprises Inc. à Wilmington, Delaware, à la suite d'un accident au 29 juillet 1999.
- [91]
- 97302 – Par Corsair Enterprises Inc. à Wilmington, Delaware, après s'être écrasé le 1er avril 1993[92].
- 97390 – Par Yanks Air Museum à Chino, en Californie[93],[94].

F4U-5N
- 122179 – Par Fighters & Legends LCC à Greenwood, Mississippi après un accident le 25 février 1984[95].

F4U-7
- 133704 – Pour exposition au San Diego Air & Space Museum à San Diego, en Californie[96].

FG-1D
- 76628 – Par Doyle Duane Trustee à Castro Valley, en Californie[97].
- 88086 – Stocké à la Fantasy of Flight à Polk City, en Floride[98]
- 92050 – Par le Warbird Heritage Foundation à Waukegan, Illinois[99],[100].
- 92132 – Par le Tri-State Warbird Museum de Batavia, dans l'Ohio. Utilisé dans la série "Les Têtes Brûlées"[101],[102].
- 92304 – Par DB Aero Inc. à Wilmington, Delaware[103].
- 92460 – Pour exposition par le Connecticut Air and Space Center à Stratford, Connecticut[104].
- 92463 – Par Brian O'Farrell Aviation Inc. à Pembroke Pines, en Floride[105].
- 92490 – Par Brian O'Farrell Aviation Inc. à Pembroke Pines, en Floride[106].
- 92618 – Par Brian O'Farrell Aviation Inc. à Pembroke Pines, en Floride[107].
- 92642 – Par Doyle Duane Trustee à Castro Valley, en Californie[108].
- 92643 – Par Brian O'Farrell Aviation Inc. à Pembroke Pines, en Floride[109].

## Liste
| Numéro  | Modèle  | Propriétaire                                                     | Localisation                  | Pays             | Statut         |
| ------- | ------- | ---------------------------------------------------------------- | ----------------------------- | ---------------- | -------------- |
| 133722  | F4U-7   | Erickson Aircraft Collection                                     | Madras, Oregon                | Etats-Unis       | En état de vol |
| 133714  | F4U-7   | BA 1945 LCC                                                      | Wilmington, Delaware          | Etats-Unis       | En état de vol |
| 133710  | F4U-7   | Heritage Aircraft LCC                                            | Manassas, Virginia            | Etats-Unis       | En état de vol |
| 133704  | F4U-7   | San Diego Air & Space Museum                                     | San Diego, California         | Etats-Unis       | Restauration   |
| 124724  | F4U-5N  | Salis Collection                                                 | La Ferte-Alais                | France           | En état de vol |
| 124715  | F4U-5   | Museo del Aire de Honduras                                       | Tegucigalpa AB                | Honduras         | Exposition     |
| 124692  | F4U-5N  | Collings Foundation                                              | Stow, Massachusetts           | Etats-Unis       | En état de vol |
| 124560  | F4U-5NL | Warbirds LLC                                                     | Kalispell, Montana            | Etats-Unis       | En état de vol |
| 124541  | F4U-5   | MaxAlpha Aviation GmbH                                           | Eschbach                      | Allemagne        | En état de vol |
| 124493  | F4U-5   | Graham Hosking                                                   |                               | Australie        | En état de vol |
| 124486  | F4U-5N  | Air Combat Museum                                                | Springfield, Illinois         | Etats-Unis       | En état de vol |
| 124447  | F4U-5N  | Mid-America Air Museum                                           | Liberal, Kansas               | Etats-Unis       | Exposition     |
| 122189  | F4U-5P  | Flying Leatherneck Aviation Museum                               | MCAS Miramar, California      | Etats-Unis       | Exposition     |
| 122184  | F4U-5P  | Stonehenge Air Museum                                            | Lincoln County, Montana       | Etats-Unis       | En état de vol |
| 122179  | F4U-5N  | Fighters & Legends LCC                                           | Greenwood, Mississippi        | Etats-Unis       | En état de vol |
| 121928  | F4U-5   | Museo de Aviacion Naval                                          | Bahia Blanca NAS              | Argentine        | Exposition     |
| 121881  | F4U-5P  | Lone Star Flight Museum                                          | Galveston, Texas              | Etats-Unis       | En état de vol |
| 97390   | F4U-4   | Yanks Air Museum                                                 | Chino, California             | Etats-Unis       | Restauration   |
| 97388   | F4U-4   | Wings of the North air museum (FCM)                              | Minneapolis MN                | Etats-Unis       | En état de vol |
| 97369   | F4U-4   | National Museum of the Marine Corps                              | Quantico, Virginia            | Etats-Unis       | Exposition     |
| 97359   | F4U-4   | Latshaw Drilling and Exploration Co.                             | Tulsa, Oklahoma               | Etats-Unis       | En état de vol |
| 97349   | F4U-4   | National Naval Aviation Museum                                   | NAS Pensacola, Florida        | Etats-Unis       | Exposition     |
| 97302   | F4U-4   | Corsair Enterprises Inc.                                         | Wilmington, Delaware          | Etats-Unis       | Restauration   |
| 97286   | F4U-4   | Fantasy of Flight                                                | Polk City, Florida            | Etats-Unis       | En état de vol |
| 97280   | F4U-4   | Corsair Enterprises Inc.                                         | Wilmington, Delaware          | Etats-Unis       | Restauration   |
| 97264   | F4U-4   | Comanche Warbirds Inc.                                           | Houston, Texas                | Etats-Unis       | En état de vol |
| 97259   | F4U-4   | EAA AirVenture Museum                                            | Oshkosh, Wisconsin            | Etats-Unis       | Exposition     |
| 97143   | F4U-4   | James Tobul                                                      | Bamberg, South Carolina       | Etats-Unis       | En état de vol |
| 97142   | F4U-4   | Pima Air & Space Museum                                          | Tucson, Arizona               | Etats-Unis       | Exposition     |
| 96995   | F4U-4   | Tyrolean Jet Service                                             | Salzburg & Innsbruck          | Autriche         | En état de vol |
| 96885   | F4U-4   | USS Midway Museum                                                | San Diego, California         | Etats-Unis       | Restauration   |
| 92643   | FG-1D   | Brian O'Farrell Aviation Inc.                                    | Pembroke Pines, Florida       | Etats-Unis       | Restauration   |
| 92642   | FG-1D   | Doyle Duane Trustee                                              | Castro Valley, California     | Etats-Unis       | Restauration   |
| 92629   | FG-1D   | Palm Springs Air Museum                                          | Palm Springs, California      | Etats-Unis       | En état de vol |
| 92618   | FG-1D   | Brian O'Farrell Aviation Inc.                                    | Pembroke Pines, Florida       | Etats-Unis       | Restauration   |
| 92509   | FG-1D   | Air Zoo                                                          | Kalamazoo, Michigan           | Etats-Unis       | Exposition     |
| 92508   | FG-1D   | Military Aviation Museum                                         | Virginia Beach, Virginia      | Etats-Unis       | En état de vol |
| 92490   | FG-1D   | Brian O'Farrell Aviation Inc.                                    | Pembroke Pines, Florida       | Etats-Unis       | Restauration   |
| 92489   | FG-1D   | Texas Flying Legends Museum                                      | Houston, Texas                | Etats-Unis       | En état de vol |
| 92468   | FG-1D   | Commemorative Air Force – Dixie Wing                             | Peachtree City, Georgia       | Etats-Unis       | En état de vol |
| 92463   | FG-1D   | Brian O'Farrell Aviation Inc.                                    | Pembroke Pines, Florida       | Etats-Unis       | Restauration   |
| 92460   | FG-1D   | Connecticut Air and Space Center                                 | Stratford, Connecticut        | Etats-Unis       | Restauration   |
| 92436   | FG-1D   | Olympic Flight Museum                                            | Olympia, Washington           | Etats-Unis       | En état de vol |
| 92433   | FG-1D   | Claire Aviation Inc.                                             | Wilmington, Delaware          | Etats-Unis       | En état de vol |
| 92399   | FG-1D   | Cavanaugh Flight Museum                                          | Addison, Texas                | Etats-Unis       | En état de vol |
| 92304   | FG-1D   | DB Aero Inc.                                                     | Wilmington, Delaware          | Etats-Unis       | Restauration   |
| 92246   | FG-1D   | National Naval Aviation Museum                                   | NAS Pensacola, Florida        | Etats-Unis       | Exposition     |
| 92132   | FG-1D   | Tri-State Warbird Museum                                         | Batavia, Ohio                 | Etats-Unis       | Restauration   |
| 92106   | FG-1    | Vintage Wings of Canada                                          | Gatineau, Québec              | Canada           | En état de vol |
| 92095   | FG-1D   | Michael King Smith Foundation                                    | McMinnville, Oregon           | Etats-Unis       | En état de vol |
| 92085   | FG-1D   | Selfridge ANGB Museum                                            | Selfridge ANGB, Michigan      | Etats-Unis       | Exposition     |
| 92050   | FG-1D   | Warbird Heritage Foundation                                      | Waukegan, Illinois            | Etats-Unis       | Restauration   |
| 92013   | FG-1D   | US Navy Museum                                                   | Washington Navy Yard          | Etats-Unis       | Exposition     |
| 88391   | FG-1D   | Old Stick and Rudder Company                                     | Masterton                     | Nouvelle-Zélande | En état de vol |
| 88382   | FG-1D   | Museum of Flight                                                 | Seattle, Washington           | Etats-Unis       | Exposition     |
| 88368   | FG-1D   | Patriots Point Naval & Maritime Museum                           | Charleston, South Carolina    | Etats-Unis       | Exposition     |
| 88303   | FG-1D   | Flying Heritage Collection                                       | Everett, Washington           | Etats-Unis       | Restauration   |
| 88297   | FG-1    | The Fighter Collection                                           | Duxford                       | Royaume-Uni      | En état de vol |
| 88090   | FG-1D   | Barry Avent/Rare Air, Inc.                                       | Bennetsville, South Carolina  | Etats-Unis       | En état de vol |
| 88090   | FG-1    | Barry Avent                                                      | Bennettsville, South Carolina | Etats-Unis       | Restauration   |
| 88086   | FG-1D   | Fantasy of Flight                                                | Polk City, Florida            | Etats-Unis       | Restauration   |
| 82640   | F4U-1D  | Warbird Adventures                                               | Mareeba, Queensland           | Australia        | Restauration   |
| 81857   | F4U-4   | Robert and Donna Odegaard Family Ltd.                            | Kindred, North Dakota         | Etats-Unis       | Restauration   |
| 81698   | F4U-4   | War Eagles Air Museum                                            | Santa Teresa, New Mexico      | Etats-Unis       | En état de vol |
| 81164   | F4U-4   | James Tobul                                                      | Colorado Springs, Colorado    | Etats-Unis       | Restauration   |
| 80759   | XF4U-4  | New England Air Museum                                           | Windsor Locks, Connecticut    | Etats-Unis       | Exposition     |
| 76628   | FG-1D   | Duane S. Doyle                                                   | Castro Valley, California     | Etats-Unis       | Restauration   |
| 67089   | FG-1D   | American Airpower Museum                                         | Farmingdale, New York         | Etats-Unis       | En état de vol |
| 67087   | FG-1D   | CC Air Corp.                                                     | Port Hueneme, California      | Etats-Unis       | En état de vol |
| 67070   | FG-1D   | Lewis Air Legends                                                | San Antonio, Texas            | Etats-Unis       | En état de vol |
| 50375   | F4U-1D  | Steven F. Udvar-Hazy Center of the National Air and Space Museum | Chantilly, Virginia           | Etats-Unis       | Exposition     |
| 50000   | F4U-1   | Ross Jowitt                                                      | Ardmore, Auckland             | Nouvelle-Zélande | Restauration   |
| 17995   | F4U-1   | TAM Museum                                                       | São Carlos, SP                | Brésil           | Exposition     |
| 17799   | F4U-1A  | Planes of Fame                                                   | Chino, California             | Etats-Unis       | En état de vol |
| 14862   | FG-1    | Fleet Air Arm Museum                                             | Yeovilton                     | Royaume-Uni      | Exposition     |
| 13459   | FG-1A   | National Museum of the Marine Corps                              | Quantico, Virginia            | Etats-Unis       | Exposition     |
| 10508   | F4U-1   | Ross Jowitt                                                      | Ardmore, Auckland             | Nouvelle-Zélande | Restauration   |
| 04634   | F3A-1   | Pissed Away N4634 LLC                                            | San Diego, California         | Etats-Unis       | Restauration   |
| 02465   | F4U-1   | National Naval Aviation Museum                                   | NAS Pensacola, Florida        | Etats-Unis       | Restauration   |
| 02270   | F4U-1   | Classic Jet Fighter Museum                                       | Parafield, South Australia    | Australia        | Restauration   |
| unknown | F4U-4   | National World War II Museum                                     | New Orleans, Louisiana        | Etats-Unis       | Exposition     |